# Stefan Nilsson (fotbollsspelare)
Stefan Clarence Nilsson, född 24 augusti 1955 i Uppsala, är en svensk fotbollsspelare som spelade i IK Sirius FK på 1970-talet. 
Han spelade för IK Sirius i Allsvenskan 1974 då han var 19 år. Han fick under sin karriär ett erbjudande av Stuart Baxter att spela i Halmstad BK under Baxters ledning men Nilsson tackade då nej eftersom han nyss skrivit på för en annan klubb.
Hans far var domprost Clarence Nilsson.